# Irpini
Gli Irpini (in latino Hirpini) erano una delle quattro tribù che componevano il popolo dei Sanniti e che aderivano alla Lega sannitica.
Tra tutte le tribù del Sannio era quella stanziata più a est e più a sud, confinando a nord-est con gli Apuli, a sud-est con i Lucani, a sud-ovest con i Campani e a nord-ovest con le altre due tribù sannitiche dei Caudini e dei Pentri (una quarta tribù sannitica, quella dei Carricini, occupava l'estremità nord-occidentale del Sannio e pertanto non confinava con il territorio degli Irpini).
L'etnonimo primordiale Hirpini derivava dall'osco hirpus (ossia "lupo") poiché, secondo una leggenda cui brevemente accenna Sesto Pompeo Festo nel suo De verborum significatione, in origine un lupo avrebbe guidato gli Irpini fino alle terre in cui essi si sarebbero poi insediati.
Il coronimo contemporaneo "Irpinia"  costituisce invece un neologismo, poiché l'uso del termine Hirpinia –con riferimento al territorio geografico degli Hirpini– si diffonde soltanto nel latino rinascimentale e moderno. In epoca classica Hirpinia era piuttosto il nome di una gens romana –benché forse di lontane origini irpine–, da cui è derivato anche il cognomen Hirpinianus.

## Storia
Gli Irpini discendevano dalla stirpe sannitica, la quale costituiva un gruppo etnico di ceppo italico e di origine indoeuropea che in epoca non precisata (comunque diversi secoli prima della conquista romana) si insediò nel cuore dell'Italia meridionale occupando territori relativamente vasti, in gran parte montuosi. Non si conosce con certezza l'area geografica da cui provenivano gli Irpini, tuttavia è noto che i Sanniti fossero affini ai Sabini e che un "monte Irpino" (Hirpinus mons) era attestato nell'entroterra della stessa Sabina. Pur in mancanza di notizie storiche puntuali sull'origine degli Irpini e dei Sanniti in genere, la ricerca archeologica consente comunque di ricostruire, almeno a grandi linee, la struttura e l'evoluzione etnica sul territorio irpino in epoca preromana.
Al netto dei marcati influssi campani (e in particolare capuani) evidenti in tutto il bacino del Calore-Volturno, nonché di una modesta penetrazione dauna o protodauna avvertibile lungo il versante adriatico (soprattutto tra Monte Castello di Savignano e Bisaccia), nei secoli VI-V a.C. si evidenzia soprattutto la netta differenza culturale tra la facies settentrionale di Casalbore-Castel Baronia e quella meridionale di Cairano-Oliveto Citra; soltanto la prima, infatti, mostra caratteri già spiccatamente sannitici (analoghi cioè a quelli di Aufidena o di altri centri del Sannio centro-settentrionale), mentre la seconda ne è ancora del tutto immune. In una seconda fase (a partire dal IV secolo a.C.), invece, l'intero areale irpino mostra ormai caratteristiche culturali uniformi e di tipo schiettamente sannitico, ben distinguendosi così da tutte le tribù circostanti, ma non dai Sanniti Pentri stanziati poco più a nord.
Considerati infatti quali Sanniti in tutto e per tutto e dunque mai espressamente nominati al tempo delle guerre sannitiche, gli Irpini sono citati per la prima volta col proprio nome soltanto nel 280 a.C., al tempo delle guerre pirriche. Pochi anni più tardi, nel 268 a.C. la deduzione della colonia romana di Benevento e la requisizione dell'Ager Taurasinus (situato a nord-est della stessa città) fecero sì che gli Irpini risultassero separati piuttosto nettamente dalle altre popolazioni sannitiche, dalle quali acquisirono dunque una sostanziale autonomia.
Schieratisi apertamente a favore di Annibale, furono puniti dai Romani cui dovettero sottomettersi nel 209 a.C.. Intorno al 180 a.C. gli stessi Romani fecero inoltre insediare, nel suddetto Ager Taurasinus, alcuni gruppi di Liguri Bebiani e Corneliani. Dopo gli eventi sanguinosi della guerra sociale (90 a.C.), la popolazione irpina iniziò a perdere la propria individualità etnica e fu progressivamente romanizzata.

## Società

### Aree di insediamento
Le fonti più antiche (Cicerone, Tito Livio e Velleio Patercolo, quest'ultimo forse originario del posto) assegnavano espressamente alla tribù degli Irpini le città di Aeculanum (passo di Mirabella), Aquilonia (Lacedonia), Abellinum (Atripalda) e Compsa (presso Conza), nonché le fortezze di Vescellium, Vercellium e Sicilinum (situate con ogni verosimiglianza ai margini settentrionali dell'Irpinia, non lontano dalla colonia romana di Luceria), il lacus Ampsanctus (valle d'Ansanto, tra Villamaina e Rocca San Felice) e le sorgenti dell'Aufidus (fiume Ofanto, intorno a Lioni). Anche Maleventum (Benevento) sembrerebbe aver fatto originariamente parte del territorio degli Irpini; tuttavia tale città, situata in posizione assai marginale a diretto contatto con le tribù sorelle dei Pentri e dei Caudini, fu distaccata piuttosto precocemente (fin dal 268 a.C.) dal territorio circostante per costituire una colonia romana con il nuovo nome di Beneventum. Nessuna località costiera (tirrenica o adriatica) è stata comunque mai attribuita agli Irpini, il cui territorio doveva essere dunque limitato all'entroterra e anzi circoscritto alle aree propriamente appenniniche, poiché neppure le città interne dell'Antiappennino campano (ad esempio Abella, l'attuale Avella) o del Subappennino dauno (ad esempio Vibinum, l'attuale Bovino) sono mai state assegnate agli Irpini, nonostante l'evidente prossimità geografica.
Quando il primo imperatore di Roma, Augusto, suddivise l'Italia romana in 11 regioni statistiche, il territorio degli Irpini fu definitivamente separato dal resto del Sannio (che andò a costituire la Regio IV Samnium) e aggregato alla Regio II Apulia et Calabria (corrispondente alla moderna Puglia). In un passaggio della cosiddetta Descriptio Italiae, Plinio il Vecchio elencava le comunità stanziate nel territorio degli Irpini: si citano infatti gli Aeculani, gli Aquiloni, gli Abellinates (soprannominati Pròtropi per distinguerli da un omonimo clan dell'Apulia), i Compsani, i Vescellani, ma anche i Caudini (i quali in origine costituivano una tribù a sé stante), i Ligures Baebiani e Corneliani (ambedue deportati dall'Apuania), nonché la colonia beneventana (anch'essa annessa alla Regio II). Non documentata nelle fonti antiche né da Plinio ma successivamente ricompresa tra gli Irpini dal geografo Tolomeo è inoltre la città di Fratuolum, che egli poneva alla stessa latitudine di Compsa e alla stessa longitudine di Aquilonia (potrebbe dunque trattarsi di Calitri, anche se le coordinate tolemaiche – specialmente la longitudine – erano spesso imprecise); a differenza di Plinio, Tolomeo escludeva però dal territorio geografico irpino le città di Caudium (l'antico centro dei Caudini), Beneventum e perfino la stessa Compsa (quest'ultima attribuita ai Lucani, forse perché situata a sud del fiume Ofanto), mentre manca qualsiasi riferimento agli insediamenti dei Ligures.
I numerosi centri minori (vici, pagi ecc.), quand'anche citati, non sono riportati espressamente come irpini dalle fonti in quanto già ricompresi nelle giurisdizioni delle predette città, sebbene qualcuno di essi (è il caso di Aequum Tuticum) avrebbe poi assunto notevole rilevanza in età traianea e adrianea. In seguito alle riforme amministrative implementate nel tardo impero le città di Abellinum, Caudium e Beneventum –la futura capitale del ducato longobardo– passeranno poi alla provincia di Campania (avente per capoluogo Capua), mentre Aeculanum, Aquilonia e Compsa rimarranno legate alla provincia di Apulia et Calabria (avente per capoluogo Canusium). Incerti rimangono invece gli effetti di tale riassetto amministrativo per quanto attiene agli abitati dei Ligures Bebiani e Corneliani, al vicus di Aequum Tuticum e all'insediamento di Trivicum (di cui si ignora lo status, ma ubicato probabilmente alla località Civita di San Sossio Baronia); comunque sia, il commentatore Servio conferma che in epoca tardo-antica il territorio degli Irpini era situato a cavallo tra Campania e Apulia, anche se non è chiaro se il suo fosse un riferimento alla posizione geografica o alla situazione amministrativa. Le successive invasioni barbariche avrebbero poi dapprima scalfito e infine scardinato l'ordinamento politico imperiale.

### Capitale
Nessuna fonte primaria rivela quale fosse la capitale degli Irpini; eppure entrambe le altre tribù sannitiche direttamente confinanti avevano indiscutibilmente una propria capitale (Caudium per i Caudini, Bovianum per i Pentri). Diversi studiosi moderni hanno perciò tentato di intuire quale poteva essere l'antica capitale irpina, ma la questione rimane assai controversa.
Secondo lo storico Edward Togo Salmon è plausibile che Aequum Tuticum, il cui toponimo significava "campo del popolo", potesse costituire (malgrado le sue modeste proporzioni) l'antico centro politico degli Irpini, mentre la capitale economica poteva essere rappresentata da Maleventum; caduta quest'ultima nelle mani dei Romani (268 a.C.) il ruolo sarebbe poi passato ad Aeculanum oppure a Compsa.
Benché le moderne indagini archeologiche abbiano dimostrato che in epoca pre-romana Aequum Tuticum doveva costituire soltanto un luogo sacro (e non una città), l'ipotesi secondo cui tale area potesse costituire fin dalla fine del IV secolo a.C. il "centro di riunione" della tribù degli Irpini è ritenuta valida anche dallo storico Giuseppe Zecchini. Del resto neppure Maleventum vantava origini particolarmente antiche, avendo iniziato ad acquisire una certa rilevanza soltanto a partire dall'epoca delle guerre sannitiche; in precedenza, per tutto il V secolo a.C., la conca beneventana risultava invece pressoché spopolata.
In effetti da un punto di vista prettamente archeologico la zona di maggior interesse nel Sannio irpino sembrerebbe essere piuttosto quella di Carife-Castelbaronia; soprattutto l'area archeologica di Carife ha restituito una tale quantità di reperti da indurre l'archeologo Werner Johannowsky a ipotizzare che in quel luogo poteva forse sorgere l'antica Romulea, una tra le principali città dell'intero Sannio. Un altro grosso centro era Casalbore, dotato di molte officine e di un grande tempio; non vi è comunque certezza che gli Irpini costituissero una tribù sannitica a sé stante fin dal V-IV secolo a.C.
Infine, un luogo particolare e altamente evocativo è costituito dalla mofeta della valle di Ansanto; in realtà tale area è stata sempre del tutto disabitata in quanto malsana, ma la zona era sistematicamente frequentata fin dalla più remota antichità (vi era infatti un famoso santuario dedicato alla dea Mefite). Se non altro, la valle d'Ansanto doveva costituire il principale luogo di culto per gli antichi Irpini.

### Lingua
Come tutti i Sanniti, anche gli Irpini parlavano la lingua osca, un idioma indoeuropeo appartenente al ramo osco-umbro e ampiamente diffuso nell'Italia meridionale. A seguito della progressiva conquista romana del territorio irpino si ebbe poi una fase di diglossia (se non proprio di bilinguismo) perdurata per diversi secoli, almeno fino al termine della guerra sociale e forse oltre. L'uso contestuale dell'osco e del latino è documentato non soltanto nella toponomastica (è il caso di Aequum Tuticum, la cui prima parte del nome è latina mentre la seconda è tipicamente osca), ma anche nelle iscrizioni rinvenute sul territorio; notevole è l'esempio di Forum Aemilii che, pur essendo stata fondata ex-novo dai Romani, conserva bolli e graffiti in lingua osca (secoli II-I a.C.). Viceversa i moderni dialetti irpini non derivano dalla lingua osca, ma piuttosto dalla sovrapposizione a questa del latino cui si aggiunsero poi gli influssi dei diversi superstrati avventizi.

### Geografia
- Irpinia
- Sannio

### Contesto storico generale
- Lega sannitica
- Sanniti
  - Carricini
  - Caudini
  - Pentri

### Rapporti con Roma
- Prima guerra sannitica
- Seconda guerra sannitica
- Terza guerra sannitica
- Guerre pirriche
- Seconda guerra punica
- Guerra sociale